# Анастасия Юрьевна (княгиня Звенигородская)
Анастасия Юрьевна (ум. 11 июля 1422, Звенигород) — княгиня Звенигородская, жена Юрия Дмитриевича.

## Биография

### Семья
Единственная дочь великого князя смоленского Юрия Святославича и Алёны, дочери великого князя рязанского Олега Ивановича.
По одной из версий генеалогов, через польскую великую княгиню Анну (будто бы сестру Юрия Святославовича) приходилась двоюродной сестрой Софье Витовтовне. Последняя стала женой великого князя московского Василия I, старшего брата мужа Анастасии — Юрия Дмитриевича. После смерти Василия I (1425) и самой Анастасии её вдовец схлестнется за право стать великим князем московским со своими племянниками, детьми Софьи Витовны и Василия I, и ненадолгое время даже им станет. Дети Юрия и Анастасии продолжат борьбу за этот престол с детьми Василия и Софьи, а также между собой.

### Брак
В 1400 г. она была выдана замуж за 26-летнего Юрия Дмитриевича, звенигородского и галицкого князя, второго сына Дмитрия Донского.
Автор ЖЗЛ-биографии князя Ковалёв-Случевский пишет, что этот брак имел серьезные последствия, связанные с объединением «всея Руси», становлением государства и его развитием не только на Восток, но и на Запад. «Женитьба на Анастасии — дочери великого князя Смоленского Юрия Святославовича, осуществленная на заре XV столетия, давала возможность Юрию Звенигородскому и его потомкам стать потенциальными претендентами и на великокняжеский престол Смоленска. А то, что этот город и само княжество „прихватили“ литовцы (…) делало отношения Юрия со своим старшим братом ещё более сложными».

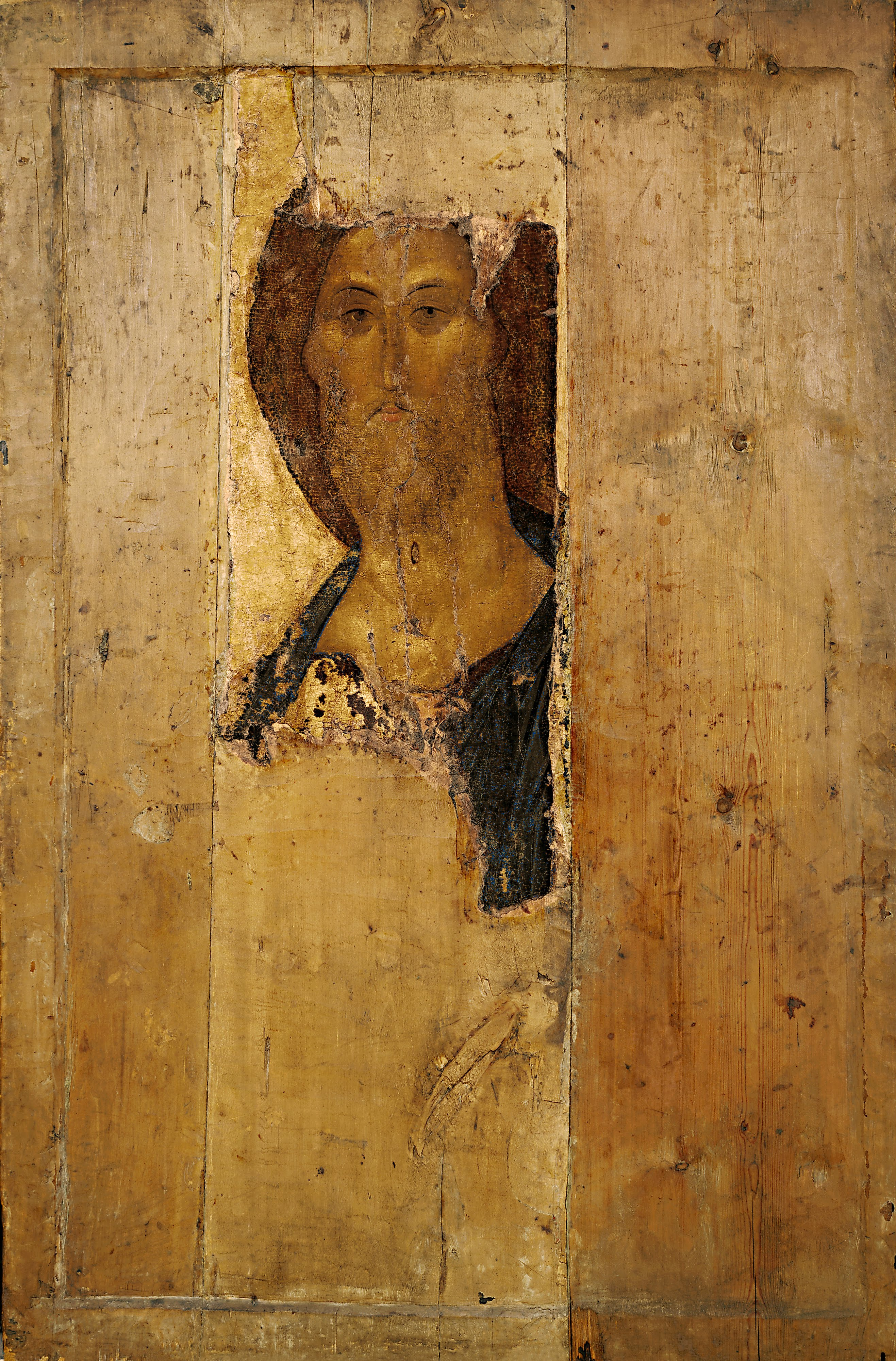
Успенский собор на Городке в Звенигороде, для которого Андрей Рублев, приглашённый князем, написал фрески и Звенигородский чин, был построен около 1399 года

Свадьба второго сына Дмитрия Донского с дочерью великого князя Смоленского продолжала традицию «продвижения» на Запад, начатую браком первого сына с дочерью великого князя Литовского, указывает Ковалёв-Случевский.
А в «Истории государства Российского» Н. М. Карамзина написано:

…князь тверской желал остаться другом Витовта и возобновил с ним прежний союз, одобренный и согласно с их волею утверждённый государем Василием Дмитриевичем, который не думал объявить себя врагом тестя (уважая льва, хотя и раненного), особенно потому, что имел причину опасаться Орды (…) Витовт с своей стороны более нежели когда-нибудь искал дружбы великого князя, чтобы удалить его от союза (…) с изгнанником смоленским, Юрием Святославичем, который выдал свою дочь, Анастасию, за Васильева брата, Юрия…

В 1404 году, всего спустя 4 года после свадьбы, её родина, великое княжество Смоленское, было подчинено Литве и её отец потерял престол. Тогда же её отец с единственным сыном Фёдором бегут в Новгород, где свергнутый князь получает в управление 13 городов.

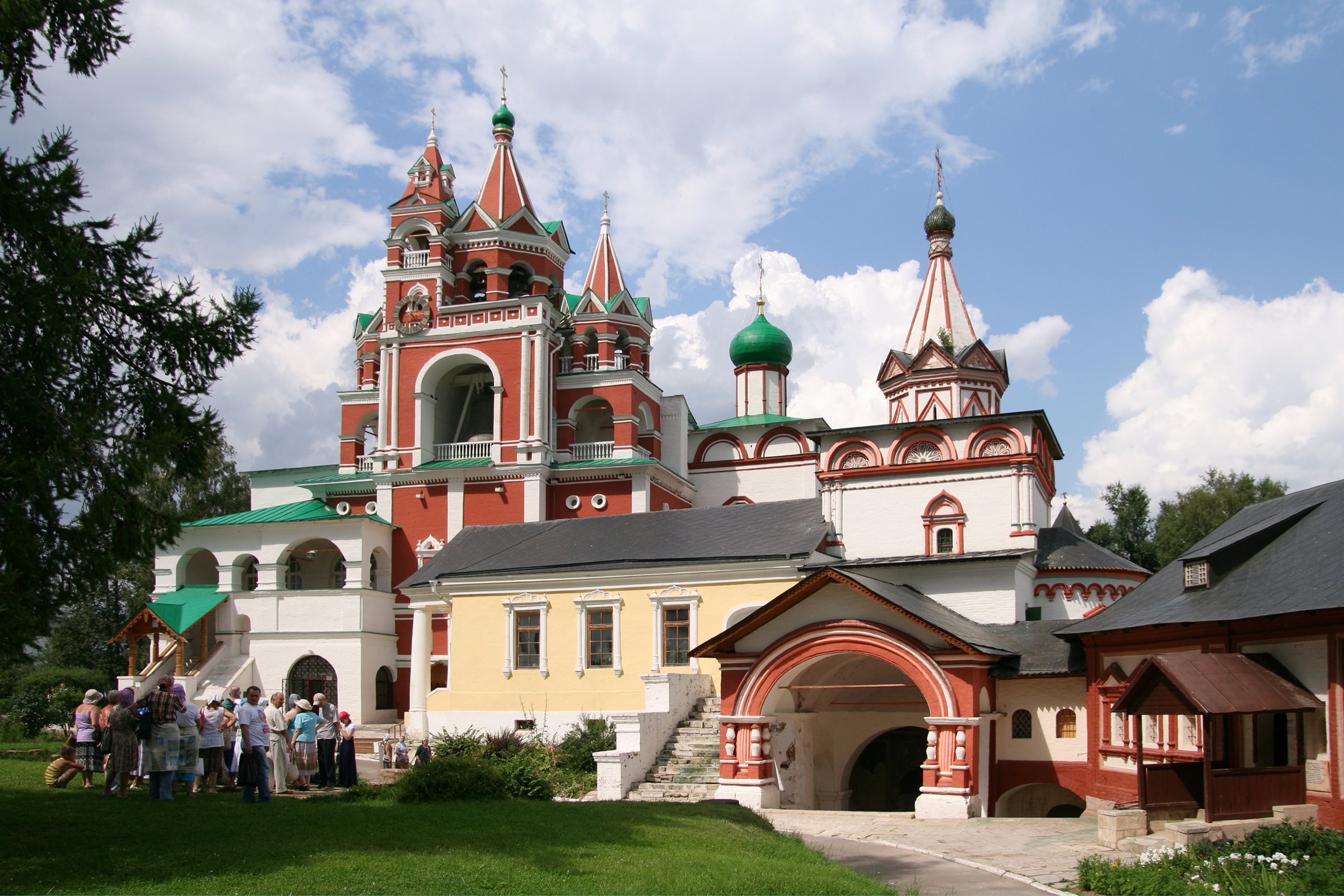
Саввино-Сторожевский монастырь в Звенигороде: видна часовая башня

Анастасия Юрьевна (и её супруг) номинально становятся одними из главных претендентов на смоленское княжество, хотя никаких шагов для его отвоевания они не предпринимали. Но память о данном праве сохранялась: в XVII веке царь Алексей Михайлович окончательно отобьет Смоленск у поляков именно с иконой звенигородского святого и друга князя Юрия — Саввы Сторожевского. А снятые с башни Смоленска часы были поставлены царем, любившим символические жесты, на вершину звонницы Саввино-Сторожевского монастыря.

#### Дети
От этого брака у неё родились четыре сына:
1. Василий Косой (ум. 1448)
2. Иван (в иночестве — Игнатий, ум. 1432)
3. Дмитрий Шемяка (ум. 17 июля 1453)
4. Дмитрий Красный (ум. 22 сентября 1440)

### Деятельность

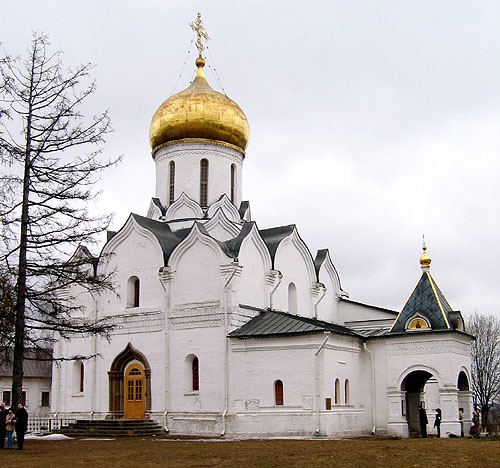
Миниатюрный собор Рождества Богородицы построен в начале XV века

Княгиня разделяла интересы супруга. Житие соратника её мужа преподобного Саввы Сторожевского (написано в XIX веке) гласит:

«Супруга Юрия, Анастасия… без сомнения, входила сердцем и трудами рук в заботы мужа о новой обители. В монастырской ризнице хранится, как сокровище, белая шелковая риза преп. Саввы, сходная с ризою преп. Никона, что сберегается в ризнице Лавры. Легко догадаться, чья искусная рука выводила золотом, серебром и шелками струйчатые узоры по голубому бархату оплечья этой ризы»

Описанная выше риза не сохранилась.
Из письма другого великого святителя XV века — Кирилла Белозерского, адресованного её мужу, известно о неожиданной болезни княгини (дата неизвестна). Это письмо является ответом на послание князя, в котором он просил молиться за Анастасию и заодно звал старца переехать в Звенигород.

«…А что, господин, скорбишь о своей княгине, что она в недуге лежит, так мы о том, господин, в точности знаем, что некий Промысел Божий и человеколюбие Его проявилось на вас, — чтобы вы исправились в отношении к Нему… Мы, господин, грешные, от всей души своей рады Бога молить о ней, чтобы Он её помиловал и дал ей облегчение в той тяжелой болезни…»

### Смерть
Умерла по некоторым указаниям в Звенигороде 11 июля 1422 года, ещё до вступления своего мужа на великокняжеский престол (1433 и 1434 гг.). Неизвестно, приняла ли она перед смертью постриг.
Время смерти подтверждается тем, что она не упоминается в духовной грамоте своего мужа 1432/33 гг., однако он пишет там об оставшемся от неё имуществе:

А что моего осталося золота или женчюгу, или матери его золота, или женчугу, или каменья, а тем благословляю сына своего Дмитрея Меншего.

Была погребена в почетном месте: «а положена на Москве у Възнесенья» — похоронена в Москве в Вознесенском монастыре Московского Кремля, основанном её свекровью святой Ефросиньей Московской — в будущей усыпальнице великих княгинь. (В 1930-е годы после разрушения монастыря останки перенесены в Архангельский собор). Надгробие её среди безымянных.
В 2010 году экспертом-криминалистом Сергеем Никитиным была выполнена реконструкция облика Анастасии Юрьевны.